# Donald Li
Donald Li (* 1961 in Hongkong) ist ein chinesischer Theater- und Filmschauspieler.
Donald Li ist seit den 1980er Jahren im US-Film und Theater aktiv. So spielte er 1986 den Banker „Chong Freen“ in der Komödie Ein ganz verrückter Sommer. Im selben Jahr wurde er als „Eddie Lee“ in Big Trouble in Little China bekannt. Es folgten eine Reihe kleinerer Rollen in Filmen und Serien. So spielte er 2000 „Colonel Sun Po“ in Deep Core und 2012 bei Marvel’s The Avengers ein Mitglied des Weltsicherheitsrates.

## Filmografie (Auswahl)
- 1983: Mission Nordpol (Cook & Peary: The Race to the Pole)
- 1986: Ein ganz verrückter Sommer (One Crazy Summer)
- 1986: Big Trouble in Little China
- 1992: Jagd auf einen Unsichtbaren (Memoirs of an Invisible Man)
- 1998: Auf der Jagd (U.S. Marshals)
- 2000: Deep Core – Die Erde brennt (Deep Core)
- 2001: Torus – Das Geheimnis aus einer anderen Welt (Epoch)
- 2005: Goal!
- 2012: Marvel’s The Avengers
- 2015–2016: Bosch (Fernsehserie, 2 Folgen)
- 2016: Idiotsitter (Fernsehserie, 2 Folgen)
- 2017: Hawaii Five-0 (Fernsehserie, 2 Folgen)

## Weblink
- Donald Li bei IMDb

| Personendaten    | Personendaten             |
| ---------------- | ------------------------- |
| NAME             | Li, Donald                |
| KURZBESCHREIBUNG | chinesischer Schauspieler |
| GEBURTSDATUM     | 1961                      |
| GEBURTSORT       | Hongkong                  |